# Alfred Cools
Pour les articles homonymes, voir Cools (homonymie).
Alfred Cools, né le 10 novembre 1861 à Anvers et y décédé le 17 octobre 1932, est un homme politique belge socialiste.

## Biographie
Cools est comptable et administrateur de la coopérative De Werker.
Il est élu conseiller communal d'Anvers (1900-1931), échevin (1909-1931), sénateur provincial (1925) de la province d'Anvers jusqu'à sa mort.